# Martinsyde F.4
Martinsyde F.4 Buzzard – brytyjski dwupłatowy samolot myśliwski, zaprojektowany i zbudowany w 1918 roku w zakładach lotniczych Martinsyde w Brooklands.

## Historia
Pod koniec I wojny światowej konstruktor z zakładów lotniczych Martinsyde Ltd A. Fletcher rozpoczął pracę nad nowym samolotem, który miał być rozwinięciem konstrukcji samolotu dwumiejscowego Martinsyde G.100 oraz jego jednomiejscowych modyfikacji – samolotów Martinsyde R.G i F.3. Samoloty R.G i F.3 zostały oblatane w 1917 roku. Samoloty te miały dobre osiągi i własności pilotażowe i w 1918 roku miała rozpocząć się ich produkcja seryjna. Jednak w tym czasie A. Fletcher opracował nową wersję samolotu w której zastosował lepszy silnik, w związku z tym zaniechano dalszej prac nad samolotami Martinsyde R.G i F.3. 
Nowy samolot otrzymał oznaczenie Martinsyde F.4 i zastosowano w nim nowy silnik rzędowy Hispano-Suiza. Oblotu dokonano w czerwcu 1918 roku. Okazał się on najszybszym z wszystkich ówczesnych samolotów myśliwskich, natomiast zwrotnością i właściwościami pilotażowymi przewyższał samolot Martinsyde F.3 i dlatego też zaniechano produkcji samolotu F.3, natomiast wprowadzono do produkcji seryjnej samolot Martinsyde F.4 pod nazwą Buzzard Mk I (pol. Myszołów). 
Samolot myśliwski Martinsyde F.4 Buzzard Mk I miał kadłub wykonany z drewna, w przedniej części kadłuba na metalowym łożu umieszczono silnik rzędowy chłodzony cieczą. Chłodnica cieczy znajdowała się z przodu silnika. Za silnikiem umieszczono poniżej zbiornik oleju o pojemności 18,2 litra. Między silnikiem a kabiną pilota umieszczono dwa zbiorniki paliwa o łącznej pojemności 172,7 litra. W górnej części kadłuba nad zbiornikami paliwa umieszczono 2 karabiny maszynowe obsługiwane z kabiny pilota. Kabina pilota była odkryta i wyposażono ja w niezbędne przyrządy pokładowe i urządzenia sterownicze. 
Lotnictwo wojskowe Wielkiej Brytanii i Francji zamówiło ponad 1000 samolotów tego typu, jednakże do końca I wojny światowej zdołano wyprodukować zaledwie kilkadziesiąt sztuk, które nie wzięły praktycznie udziału w walkach. Produkcję jednak kontynuowano i w sumie do 1920 roku wyprodukowano 370 samolotów Martinsyde F.4 Buzzard Mk I. 

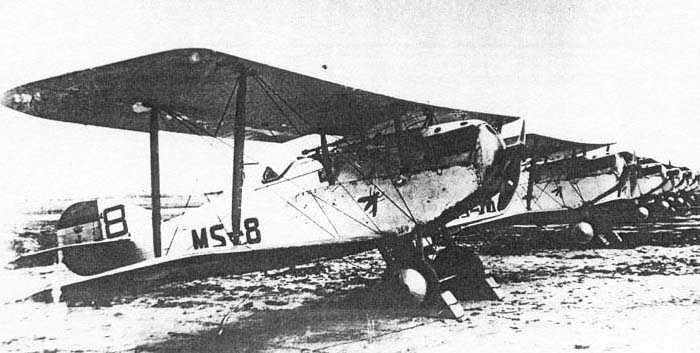
Martinsyde F.4 Buzzard lotnictwa Hiszpanii

Część tych samolotów sprzedano do Portugalii, Hiszpanii, Łotwy, Finlandii, ZSRR i Iranu. Chciała zakupić je również Japonia, lecz ostatecznie do transakcji nie doszło.
W 1920 roku w zakładach Martinsyde rozpoczęto produkcję dwumiejscowej wersji samolotu myśliwsko-rozpoznawczego oznaczonej F.4A Buzzard Mk IA. W wersji tej za kabiną pilota dodano odkrytą kabinę obserwatora wyposażoną w umieszczony na obrotnicy ruchomy karabin maszynowy kal. 7,69 mm Lewis. Samolot ten miał ponadto w wyposażeniu radiostację nadawczo-odbiorczą, fotokarabin i aparat fotograficzny.

## Użycie samolotu w lotnictwie polskim
Polska Misja Zakupów, która na przełomie 1919–1920 roku przebywała w Wielkiej Brytanii zakupiła obok innych samolotów także jeden samolot Martinsyde F.4 Buzzard Mk I w celu sprawdzenia jego przydatności w polskim lotnictwie wojskowym. Samolot ten został dostarczony do Polski w sierpniu 1920 roku. Pomimo dobrych osiągów nie zakupiono więcej samolotów tego typu, prawdopodobnie z powodu zakupienia już wcześniej we Francji innych typów samolotów myśliwskich. 
Zakupiony natomiast samolot Martinsyde F.4 Buzzard Mk I od lipca 1924 roku do 1926 roku był samolotem dyspozycyjnym dowódcy lotnictwa gen. bryg. Włodzimierza Zagórskiego. Samolot ten miał specjalne oznaczenie – gdyż zgodnie z rozkazem dowódcy lotnictwa – został cały pomalowany w podłużne pasy na przemian białe i czerwone. Nie posiadał natomiast znaków przynależności państwowej. Był to jedyny samolot pomalowany w ten sposób w lotnictwie polskim.

## Opis techniczny samolotu Martinsyde F.4 Buzzard Mk I
Samolot Martinsyde F.4 Buzzard Mk I był jednomiejscowym dwupłatowym samolotem myśliwskim o konstrukcji mieszanej. Podwozie klasyczne – stałe. Napęd: silnik rzędowy, śmigło dwułopatowe, drewniane.